# ريتا جونز
ريتا جونز (بالإنجليزية: Rita Jones) هي لاعبة بولينغ بريطانية، ولدت في 1938.

## روابط خارجية
- ريتا جونز على موقع اتحاد ألعاب الكومنولث (مؤرشف) (الإنجليزية)